# Joseph Jackson Lister (Naturforscher)
Joseph Jackson Lister (* 3. August 1857 in Leytonstone, Essex; † 5. Februar 1927 in Grantchester, Cambridgeshire) war ein englischer Zoologe und Botaniker. Sein Forschungsschwerpunkt waren die Foraminiferen. Sein offizielles botanisches Autorenkürzel lautet „J.J.Lister“.

## Leben und Wirken
Lister war der Sohn des Weinhändlers und Mykologen Arthur Lister (1830–1908) und der Bruder der Mykologin Gulielma Lister (1860–1949). Sein Onkel Joseph Lister, 1. Baron Lister (1827–1912) war ein bekannter Quäker und Mediziner. 1876 wurde er am St John’s College in Cambridge aufgenommen (Matriculation Michaelmas). 1880 erlangte er seinen Bachelor of Arts und 1883 seinen Master of Arts. 1881 wurde er Demonstrator für vergleichende Anatomie  am St John’s College und 1892 Hauptdozent für Tier-Morphologie an der University of Cambridge. Als Naturforscher unternahm Lister zwei Seereisen auf dem Vermessungsschiff H.M.S. Egeria. Die erste ging in den Indischen Ozean und in die zweite in den Südpazifik. 1887 sammelte er mit anderen Offizieren der H.M.S. Egeria Pflanzen auf der Weihnachtsinsel. Weitere Reiseziele von Lister waren die Seychellen, Tonga, die Union Islands (heute Tokelau), die Phoenixinseln, Australien, Neuseeland, Bhutan, Algerien und die Kanarischen Inseln. 1900 wurde er zum Fellow of the Royal Society gewählt.
Lister beschäftigte sich mit mehreren verschiedenen Organismen, darunter Vögel und Pflanzen. Sein Hauptaugenmerk galt jedoch den Foraminiferen, über die er 1895 die erste wesentliche Darstellung des Lebenszyklus verfasste. Weiter veröffentlichte er die wissenschaftlichen Erstbeschreibungen zum Weihnachtsinselkauz (Ninox natalis) und zum Weißstirn-Brillenvogel (Zosterops natalis).

## Dedikationsnamen
Nach Joseph Jackson Lister sind unter anderem die Orchideenart Phreatia listeri, die Palmenart Arenga listeri, Abutilon listeri und die Geckoart Lepidodactylus listeri benannt. Oldfield Thomas benannte 1916 die Langschwanz-Riesenratte Leopoldamys listeri nach Lister. Das Taxon ist jedoch heute ungültig und gilt als Synonym für Leopoldamys edwardsi.